# Henry Pybus Bell-Irving

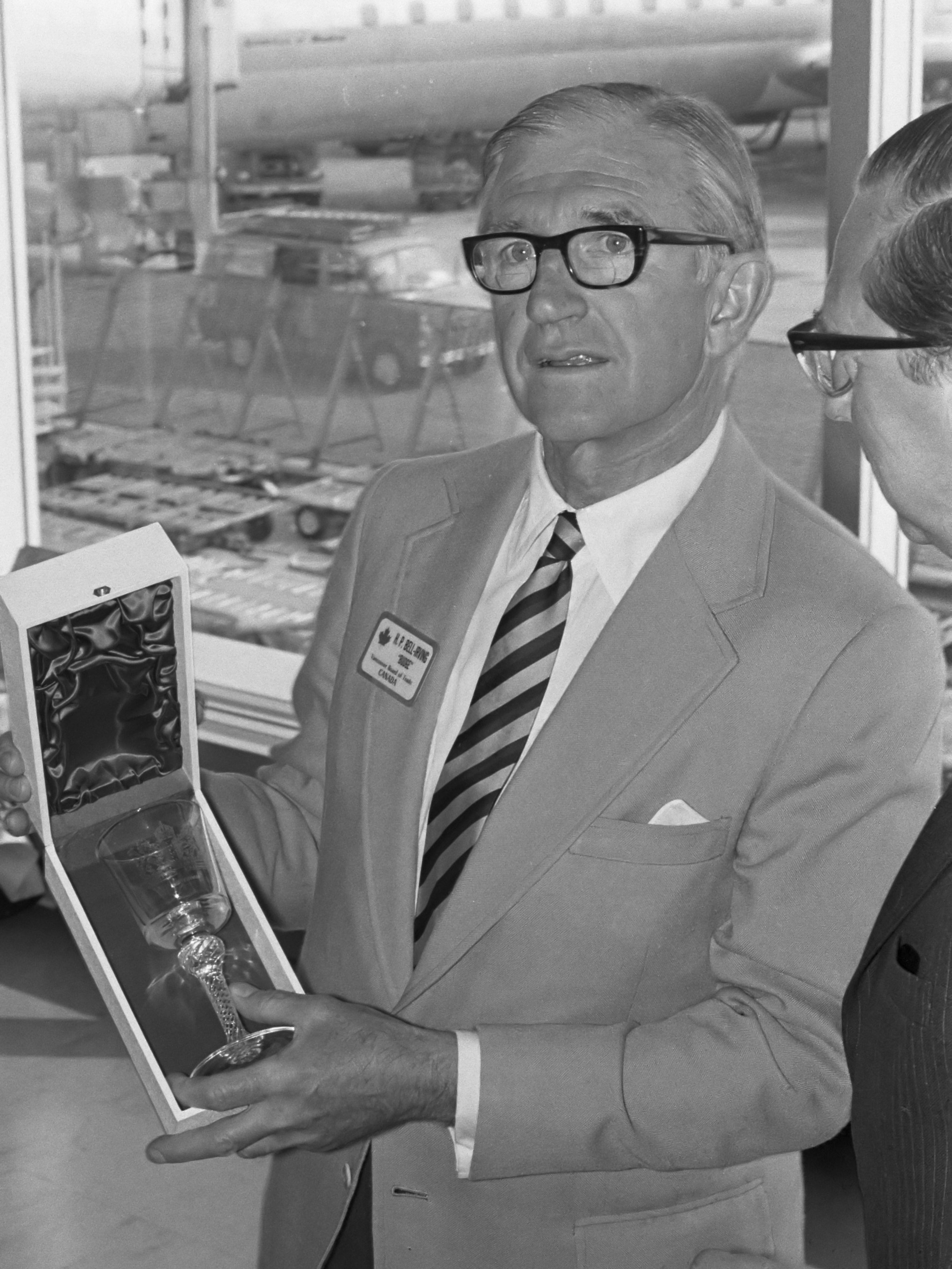
Henry Pybus Bell-Irving (1974)

Henry Pybus Bell-Irving, OC, DSO, OBE, OBC (* 21. Januar 1913 in Vancouver; † 21. September 2002 ebenda) war ein kanadischer Unternehmer und Offizier. Von 1978 bis 1983 war er Vizegouverneur der Provinz British Columbia.

## Biografie
Bell-Irving erhielt seine Schulbildung auf Vancouver Island und in Schottland. 1932 brach er sein Studium an der University of British Columbia nach einem Jahr ab und strebte stattdessen eine militärische Karriere an. Während des Zweiten Weltkriegs war er in Europa stationiert. Er kommandierte eine Kompanie der Seaforth Highlanders of Canada in Sizilien und Italien. Später übernahm er das Kommando der 10. kanadischen Infanteriebrigade, die bei der Befreiung der Niederlande eine bedeutende Rolle spielte.
Nach Kriegsende kehrte Bell-Irving nach Vancouver zurück und schloss sich dem familieneigenen Immobilienunternehmen Bell-Irving Insurance Agencies an, deren Präsident er wurde. 1972 fusionierte das Unternehmen mit A.E. LePage. Ab 1974 war er Vorsitzender der Handelskammer von Vancouver, außerdem Präsident des kanadischen Immobilienhändlerverbands. Generalgouverneur Jules Léger vereidigte Bell-Irving am 18. März 1978 als Vizegouverneur von British Columbia. Dieses repräsentative Amt übte er bis zum 15. Juli 1983 aus.